# Anna Rubiés Monjonell
Anna Rubiés i Monjonell (el Port de la Selva, Alt Empordà, 31 de maig de 1881 - Barcelona, 24 de març de 1963) fou una mestra, pedagoga i escriptora.
Fou directora del Grup Escolar Ramon Llull, del Patronat Escolar de l'Ajuntament de Barcelona i membre del Consell de Cultura de la Generalitat. Introduí als Països Catalans el mètode Decroly. Col·laborà en les escoles d'estiu i en tota manifestació que representés una renovació en la pedagogia.

## Biografia
Ana Rubiés era filla del metge de Port de la Selva i la gran de sis germans. Més endavant, es traslladaren a Caldes de Malavella, on el pare ocupà la plaça de metge al balneari d'aigües termals del municipi. Posteriorment, s'instal·laren a Cassà de la Selva, on Anna Rubiés començà a exercir de mestra un cop obtinguda la titulació de mestra superior als setze anys.

## Activitat professional
El 1909 ingressà al cos del Magisteri Nacional i ocupa diferents destinacions en l'habitual dinàmica de trasllats del sistema públic: Lleida (on impartí una conferència en el curs de Perfeccionament organitzat per la Inspecció), Girona, el Tarragonès, la Barceloneta. Va convertir algunes escoles unitàries en graduades pagant ella mateixa el sou de les altres mestres. Ben aviat, Anna Rubiés va tenir un paper molt destacat en l'organització de les Colònies Escolars de l'Ajuntament de Barcelona, fins al punt que va ser cridada des d'altres zones d'Espanya (Santander, Granada...) per tal que organitzés diferents tandes de colònies. La formació física, l'excursionisme, la pràctica d'esports com el rugbi, etc., formaren part de la vida escolar als centres on va treballar Rubiés.
Va participar en els cursos que la Diputació de Barcelona va organitzar sobre el mètode Montessori i va fer nombrosos viatges per Europa per a conèixer els nous mètodes escolars que s'estaven implantant, a Bèlgica, França, Alemanya, Itàlia, Suïssa, Holanda, Dinamarca... Fruit d'aquestes estades, Anna Rubiés va ser una de les principals responsables de la recepció, adaptació i difusió del mètode globalitzat per centres d'interès d'Ovide Decroly. Publicà articles i llibres i formà grups de mestres en aquesta metodologia, alguns dels quals de forta incidència en el conjunt de l'estat.
Fou membre del Deganat de l'Associació dels Mestres Barcelonins, de 1923 a 1936, i degana-presidenta els darrers anys. L'abril del 1931 s'integrà en el grup de treball sobre la lectura global del Seminari de Pedagogia de la Generalitat, dirigit per Joaquim Xirau a la Universitat de Barcelona, on pronuncià conferències sobre diferents temes pedagògics, com ara «Per la metodització de la lectura global».
El 1931 va ser nomenada directora del grup “Ramon Llull” del Patronat Escolar de l'Ajuntament de Barcelona i membre del Consell de Cultura de la Generalitat de Catalunya, l'única dona de l'esmentat Consell, on treballà en la Ponència d'Ensenyament Primari. Fou també degana dels mestres barcelonins.
El 1932, amb Rosa Sensat, Alexandre Galí, Josep Estalella i altres, participà en el congrés d'Escoles Noves de Niça. Continuà formant mestres en el mètode Decroly, com per exemple a l'Escola d'Estiu de 1935, que va dedicar la Setmana Final a la pedagogia del metge i pedagog belga.
Acabada la guerra, va patir la repressió franquista en forma de trasllat forçós fora de Catalunya durant cinc anys, tot i comptar amb quasi seixanta anys. Després, Tortosa i El Masnou foren les seves darreres destinacions com a mestra. Anna Rubiés va intensificar la seva activitat literària amb l'escriptura de contes infantils i reculls de llegendes i monografies sobre les comarques de l'Empordà i de la Selva.
L'any 1958, obtingué el premi Dr. Pi Figueras de l'Institut d'Estudis Empordanesos sobre llegendes de l'Empordà. L'any següent quedà finalista al premi Maspons i Camarasa amb un altre llibre de temàtica empordanesa que aparegué editat per Editorial Selecta. També va escriure poesies, amb la seva germana Mercè. Va morir a Barcelona, al seu domicili del carrer d'Ausiàs March, amb vuitanta-dos anys.

## Reconeixement
L’any 1981, amb motiu del centenari del seu naixement, l'Ateneu Barcelonès li va dedicar un homenatge.

## Obra seleccionada
Articles
- «El método Decroly: un curso-ensayo en una escuela nacional» (Revista de Pedagogía, 1928)
- «Aplicación de los centros de interés en la Escuela Primaria» (Revista de Pedagogía, 1929)
- «La aplicación de los centros de interés en la escuela primaria» (Revista de Pedagogía, 1929)
- «Experiencias didácticas» (Revista de Pedagogía, 1934)
- «Biblioteca Escolar Ramon Llull. Contes per infants de 6 a 7 anys» (1934)
- «La psicología infantil en l'aprenentatge de la lectura» (Revista de Pedagogía, 1935)
- «Desde la escuela de Párvulos» (Revista de Pedagogía, 1936)

#### Llibres
- Lectura-escritura global. Cuatro años de experiencias (1938)
- El Llibre de les bèsties, contat als infants per Ana Rubies. Barcelona: Elzeviriana, 1934)
- Els contes de sempre. Primer pas en la lectura corrent (1940)
- Comarca de l'Empordà (1959). Pròleg d' A. Duran i Sanpere